# José Benito de Churriguera

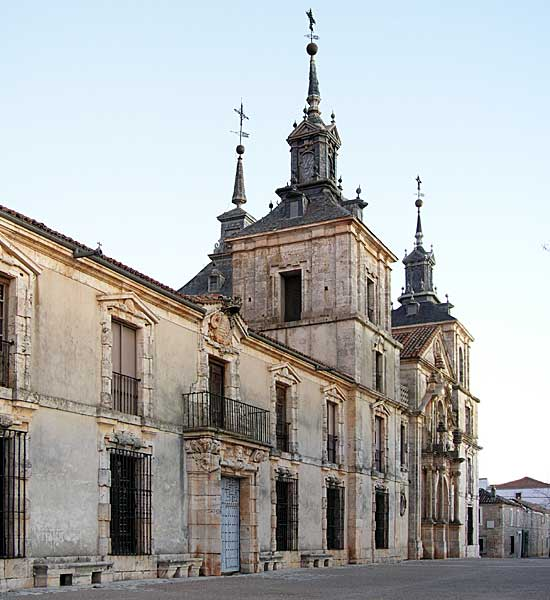
Vista del Palacio-iglesia de Nuevo Baztán (1709-1713), integrado por dos estructuras contiguas: a la izquierda, el recinto palaciego y, a la derecha, a mayor altura, la iglesia de san Francisco Javier.

José Benito de Churriguera Ocaña (Madrid; 21 de marzo de 1665-2 de marzo de 1725) fue un arquitecto y retablista barroco español, miembro de una familia de artistas de la que es recordado como el más destacado. Su influencia junto con el trabajo de sus hermanos Alberto y Joaquín, definió el llamado estilo churrigueresco, caracterizado por la abundancia y protagonismo de la decoración.

## Resumen biográfico

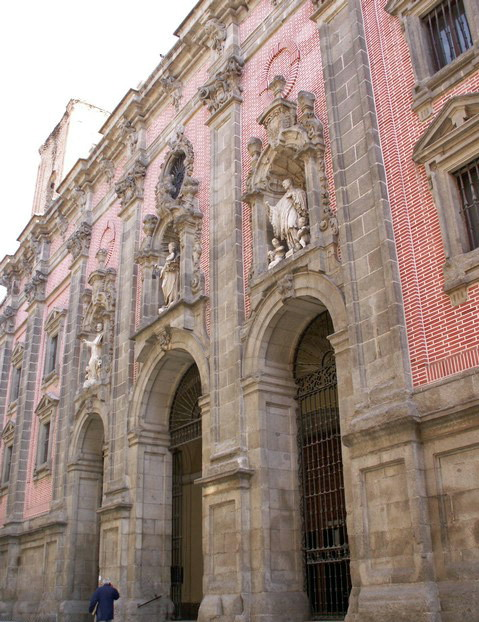
Fachada principal de la Iglesia de San Cayetano, en Madrid.

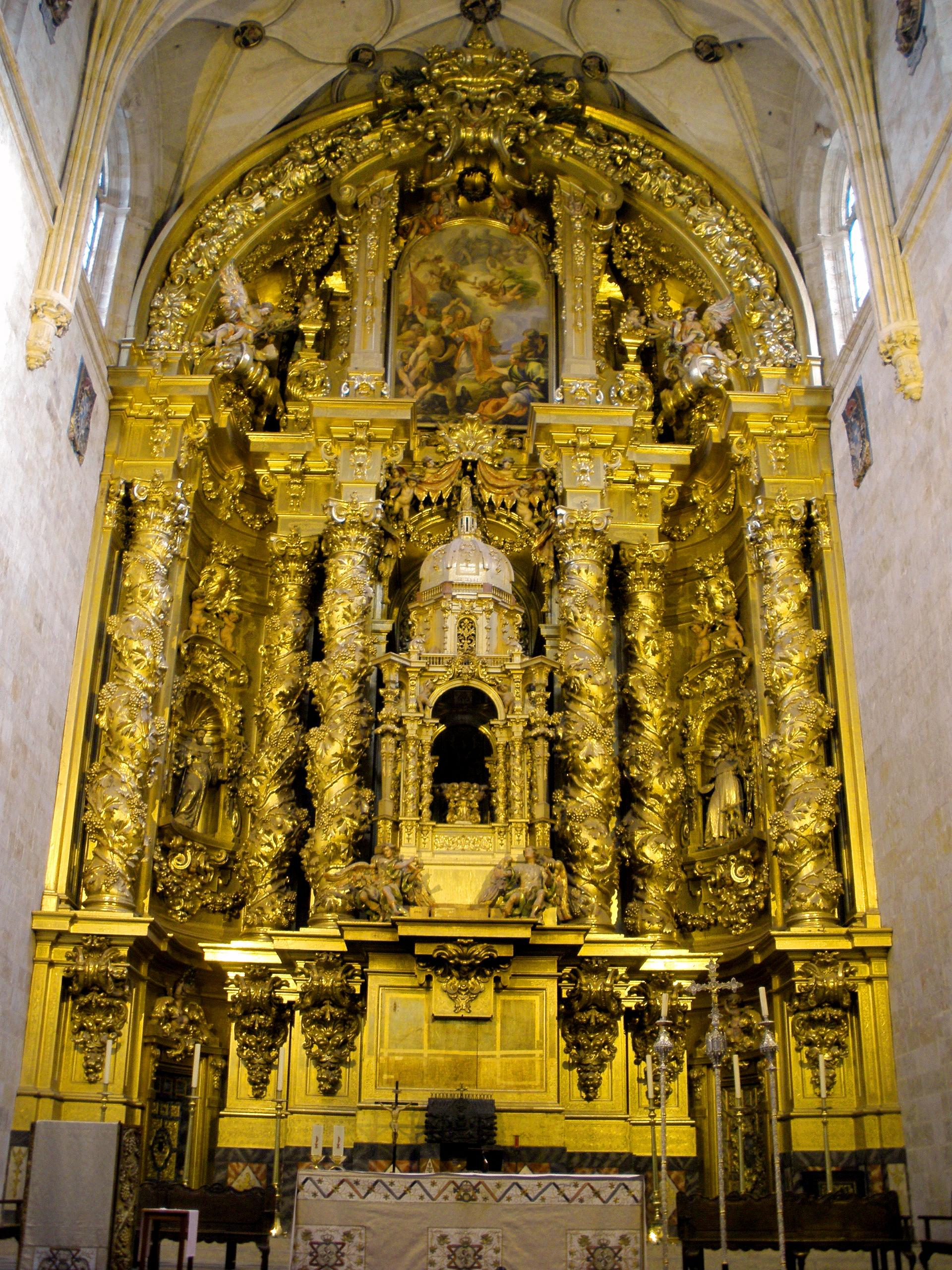
El retablo del convento de San Esteban, en Salamanca, diseñado en 1692, obra de gran impacto que originó el adjetivo churrigueresco.

Nació en Madrid, en el barrio castizo de Embajadores, en 1665, hijo de José Simón de Churriguera, ensamblador y retablista oriundo de Barcelona, establecido en Madrid donde contrajo matrimonio en 1665 con la madrileña María de Ocaña. Tuvo siete hijos de dicho matrimonio, siendo el primogénito José Benito.
Se formó en el taller de su padre y a la muerte de este en 1679, en el de José Ratés, abuelo adoptivo. En 1690, el rey Carlos II lo designó como uno de los arquitectos de la corte, si bien no recibió salario hasta 1696. En 1702 el rey Felipe V nombró arquitecto jefe a Teodoro Ardemans, y poco tiempo después, Churriguera fue acusado de insubordinación y presunción, perdiendo el patrocinio real.
Una de las primeras obras que le hicieron famoso fue el retablo de la capilla del Sagrario en la Catedral de Segovia, construido en 1689, que le valió, en 1690, la designación como arquitecto de la catedral. También le valió la atención pública el catafalco para la primera esposa de Carlos II, María Luisa de Orleans, fallecida en 1689, que fue erigido temporalmente en la Iglesia de la Encarnación de Madrid.
Con el retablo de la iglesia del convento de San Esteban, en Salamanca, de 1692 la obra del artista se consolidó, generando admiración y también críticas.
Si bien Churriguera permaneció el resto de su vida residiendo y trabajando principalmente en la región madrileña, el puesto en Salamanca permitió la obtención de otros muchos encargos para sus hermanos y al menos para uno de sus hijos.
A principios del siglo XVIII (1709-1713), fue uno de los primeros arquitectos en proyectar completa una población en la península: la localidad de Nuevo Baztán por encargo de Juan de Goyeneche y Gastón, para alojamiento de los obreros de la fábrica de vidrios que este fundó en el lugar. Al fallecimiento del artista, en 1725, su hermano Alberto completó el Palacio de Goyeneche. El sentido teatral y ornamentado de sus obras fue criticado por los puristas, pero se convirtió en un estilo popular, y se difundió por España, México y otras capitales hispanoamericanas. Tuvo dos hijos también arquitectos, Nicolás y Jerónimo Churriguera.

## Estilo churrigueresco
Churrigueresco fue -en sus inicios- un término acuñado con sentido despectivo por los neoclasicistas, molestos por el desmembramiento formal, la profusión ornamental y la extravagancia académica de Churriguera, que llevó el dinamismo del barroco a sus extremos formales en España.

## Principales obras

### Retablos
- Retablo mayor de la capilla del Sagrario de la Catedral de Segovia.
- Retablo mayor del Convento de San Esteban, en Salamanca.
- Retablo mayor de la iglesia de San Esteban, en Fuenlabrada.
- Retablo  mayor de la iglesia de las Calatravas, en Madrid.
- Retablo  mayor de la iglesia de San Salvador, en Leganés.
- Retablo  mayor de la iglesia de Nuestra Señora de la Asunción, en Illana (Guadalajara).

### Arquitectura
- Iglesia de San Cayetano, en Madrid.
- Fachada del Convento de Santo Tomás de Aquino en Madrid, desaparecido en 1872.
- Palacio de Goyeneche de Madrid, actual sede de la Real Academia de Bellas Artes de San Fernando, completado por Alberto Churriguera. Fue muy modificado después por Diego de Villanueva.
- Capilla del colegio Mayor de Cuenca en Salamanca (1697), todo el edificio derruido en 1810, por los ocupantes franceses durante la Guerra de la Independencia.
- También se le atribuye el Palacio de los Goyeneche en Illana (Guadalajara).

### Urbanismo
- Nuevo Baztán (1709-1713): diseño urbano para una nueva ciudad cercana a Madrid, encargada por Juan de Goyeneche para incluir diferentes fábricas, residencias para los obreros, una iglesia y un palacio, en un complejo parquizado con tres plazas. Presenta austeridad en el diseño arquitectónico con influencias de la obra de Juan de Herrera, aunque recreada por la asimetría e interesantes efectos visuales.